# Grote Ereprijs van de Koninklijke Belgische Atletiekbond
De Grote Ereprijs van de Koninklijke Belgische Atletiekbond, afgekort Grote Ereprijs KBAB, was de belangrijkste atletiekprijs in België die de beste atleet van het land van het afgelopen jaar bekroonde. De vrouwelijke tegenhanger was de Grote Feminaprijs KBAB. De prijs werd uitgereikt door de Koninklijke Belgische Atletiekbond.

## Geschiedenis
De Groote Eereprijs van den Belgischen Athletiekbond werd in 1928 voor het eerst toegekend. Na de derde overwinning van Joseph Mostert werd in 1938 beslist dat vanaf 1939 een atleet na een overwinning niet meer in aanmerking kwam voor de trofee. In 1945 werd de prijs postuum toegekend aan Julien Saelens, die in maart dat jaar in een Duits concentratiekamp overleden was.
Vanaf 1954 werd de Gouden Spike ingevoerd. Terwijl de Grote Ereprijs KBAB de beste atleet bekroonde, werd de Gouden Spike toegekend voor de beste prestatie van het voorbije jaar. Lucien De Muynck behaalde beide prijzen voor zijn zilveren medaille op de Europese kampioenschappen van dat jaar. In 1956 werd de prijs uitzonderlijk uitgereikt aan het estafetteteam op de 4 x 800 m, die dat jaar het wereldrecord verbeterd had.
Uiteindelijk werden in 1988 beide prijzen bijeengevoegd en bleef alleen de Gouden Spike over.

## Erelijst
| Jaar | Winnaar | 1e Accessiet                               | 2e Accessiet                                                                          |
| ---- | --- | ------------------------------------------ | ------------------------------------------------------------------------------------- |
| 1928 | Paul Brochart | Philippe Coenjaerts                        | Leonard Broers                                                                        |
| 1929 | René Geeraert Jan Linsen | Auguste Vos                                | Fred Zinner                                                                           |
| 1930 | Philippe Coenjaerts | Oscar Van Rumst                            | René Geeraert                                                                         |
| 1931 | Jules Herremans | René Geeraert                              | Oscar Van Rumst                                                                       |
| 1932 | Maurice Maréchal | Auguste Vos                                | Ignace Russ                                                                           |
| 1933 | Maurice Maréchal | Jules Bosmans                              | Ward Schroeven                                                                        |
| 1934 | René Geeraert | Maurice Maréchal                           | Felix Meskens                                                                         |
| 1935 | Oscar Van Rumst | Victor Honorez                             | Jan Verhaert                                                                          |
| 1936 | Joseph Mostert Jules Bosmans | Jan Verhaert                               | Oscar Van Rumst Pierre Bajart                                                         |
| 1937 | Joseph Mostert | Jan Chapelle                               | Emile Binet                                                                           |
| 1938 | Joseph Mostert | Julien Saelens                             | Jules Bosmans                                                                         |
| 1939 | Jan Chapelle | Julien Saelens                             | Émile Binet                                                                           |
| 1940 | niet uitgereikt wegens Tweede Wereldoorlog                                                                                          | niet uitgereikt wegens Tweede Wereldoorlog | niet uitgereikt wegens Tweede Wereldoorlog                                            |
| 1941 | Pol Braekman | Piet Smet                                  |                                                                                       |
| 1942 | Bert Hermans | Claude Schwartz                            | Gaston Reiff                                                                          |
| 1943 | Gaston Reiff | Richard Brancart                           | Raymond Kintziger                                                                     |
| 1944 | Richard Brancart | Jean Allecourt                             | Piet Van de Sype                                                                      |
| 1945 | Julien Saelens (postuum) | Piet Van de Sype                           | Guy Van Goethem                                                                       |
| 1946 | Marcel Vandewattyne | Herman Kunnen                              | Frans Van Peteghem                                                                    |
| 1947 | Herman Kunnen | Roger Verhas                               | Robert Everaert                                                                       |
| 1948 | Etienne Gailly | John Doms                                  | René Libert                                                                           |
| 1949 | Fernand Linssen | Henri haest                                | Raymond Rosier                                                                        |
| 1950 | Lucien Theys | Walter Herssens                            | Frans Herman                                                                          |
| 1951 | Walter Herssens | Willy Wuyts                                | Oscar Soetewey                                                                        |
| 1952 | Frans Herman | Jacques Delelienne                         | Jean Leblond                                                                          |
| 1953 | Roger Moens | Roland Vercruysse                          | Walter Prinsen                                                                        |
| 1954 | Lucien De Muynck | Lucien Hanswijk                            | Jacques Pirlot                                                                        |
| 1955 | Jacques Vercruysse | Jacques Pirlot                             | Victor Mangwele                                                                       |
| 1956 | 4 x 800 m estafetteploeg André Ballieux Alfred Langenus Émile Leva Roger Moens                                                      | Walter Prinsen                             | Guy Van Zeune                                                                         |
| 1957 | Jacques Pirlot | Aureel Vandendriessche                     | Hedwig Leenaert                                                                       |
| 1958 | Raymond Van Dijck | Roger Verheuen                             | Louis De Clerck                                                                       |
| 1959 | Hedwig Leenaert | Gaston Roelants                            | Leo Mariën                                                                            |
| 1960 | Gaston Roelants | Daniël Allewaert                           | Romain Poté                                                                           |
| 1961 | Roger Verheuen | Leo Mariën                                 | Edouard Szostak                                                                       |
| 1962 | Aureel Vandendriessche | Jos Lambrechts                             | Jacques Pennewaert                                                                    |
| 1963 | Jacques Pennewaert | Georges Salmon                             | Eugène Allonsius                                                                      |
| 1964 | Wilfried Geeroms | Eugène Allonsius                           | Paul Coppejans                                                                        |
| 1965 | Henri haest | Paul Coppejans                             | André Dehertoghe                                                                      |
| 1966 | Paul Coppejans | André Dehertoghe                           | Marcel Hertogs                                                                        |
| 1967 | André Dehertoghe | Roger Lespagnard                           | Jony Dumon                                                                            |
| 1968 | Rudi Simon | Bertrand De Decker                         | Maurice Peiren                                                                        |
| 1969 | Edgar Salvé | Willy Vandenwijngaerden                    | Freddy Herbrand                                                                       |
| 1970 | Freddy Herbrand | Eric Reygaert                              | Robert Van Schoor                                                                     |
| 1971 | Karel Lismont | Miel Puttemans                             | Lode Wyns                                                                             |
| 1972 | Miel Puttemans | Herman Mignon                              | Willy Polleunis                                                                       |
| 1973 | Fons Brydenbach | Georges Schroeder                          | Robert Rinchard                                                                       |
| 1974 | nationale veldloopploeg Erik De Beck Karel Lismont Marc Smet Gaston Roelants Frank Grillaert Erik Gyselinck Achiel Vaes Rik Clerckx | Lambert Micha                              | Régis Ghesquière                                                                      |
| 1975 | Ivo Van Damme | Bruno Brokken                              | Godfried Dejonckheere                                                                 |
| 1976 | Lambert Micha | Marc Smet                                  | Marc Nevens                                                                           |
| 1977 | Leon Schots | Ronald Desruelles                          | Paul Thys                                                                             |
| 1978 | Karel Lismont | Paul Thys                                  | nationale 4x100 m ploeg Ronald Desruelles Renno Roelandt Danny Roelandt Lambert Micha |
| 1979 | Patrick Desruelles | Eddy De Pauw                               | Alex Hagelsteens                                                                      |
| 1980 | Alex Hagelsteens | Rik Schoofs                                | Frank Verhelst                                                                        |
| 1981 | André Fridenbergs | Marnix Verhegghe                           | Peter Daenens                                                                         |
| 1982 | Armand Parmentier | Michel Zimmermann                          | Julien Michiels                                                                       |
| 1983 | Eddy Annys | Jacques Borlée                             | Rik Tommelein                                                                         |
| 1984 | Michel Zimmermann | Rik Tommelein                              | Didier Falise                                                                         |
| 1985 | Vincent Rousseau | William Van Dijck                          | René Hermans                                                                          |
| 1986 | William Van Dijck | Didier Falise                              | Alain Cuypers                                                                         |
| 1987 | Dirk Vanderherten | Godfried Dejonckheere                      | Ivan Delrue                                                                           |